# Островной проезд
Островно́й прое́зд — проезд, расположенный в Западном административном округе города Москвы на территории района Крылатское.

## История
Проезд получил своё название 16 апреля 2002 года по примыканию к Островной улице, в свою очередь названной по расположению как бы на острове в окружении Москва-реки, гребного канала и Крылатского пруда.

## Расположение
Островной проезд проходит от Островной улицы на север, затем поворачивает на северо-восток. Нумерация начинается от Островной улицы.

## Примечательные здания и сооружения
По нечётной стороне:
По чётной стороне:

## Транспорт

### Наземный транспорт
По Островному проезду не проходят маршруты наземного общественного городского транспорта. У южного конца проезда, на Островной улице, расположена конечная остановка «Спорткомплекс „Крылатское“» автобуса № 832.

### Метро
- Станция метро «Крылатское» Арбатско-Покровской линии — западнее проезда, на Осеннем бульваре
- Станция метро «Молодёжная» Арбатско-Покровской линии — юго-западнее проезда, на пересечении Ярцевской и Ельнинской улиц
- Станция метро «Терехово» Большой кольцевой линии — юго-восточнее улицы, на Проектируемом проезде №1078